# 再取り込み

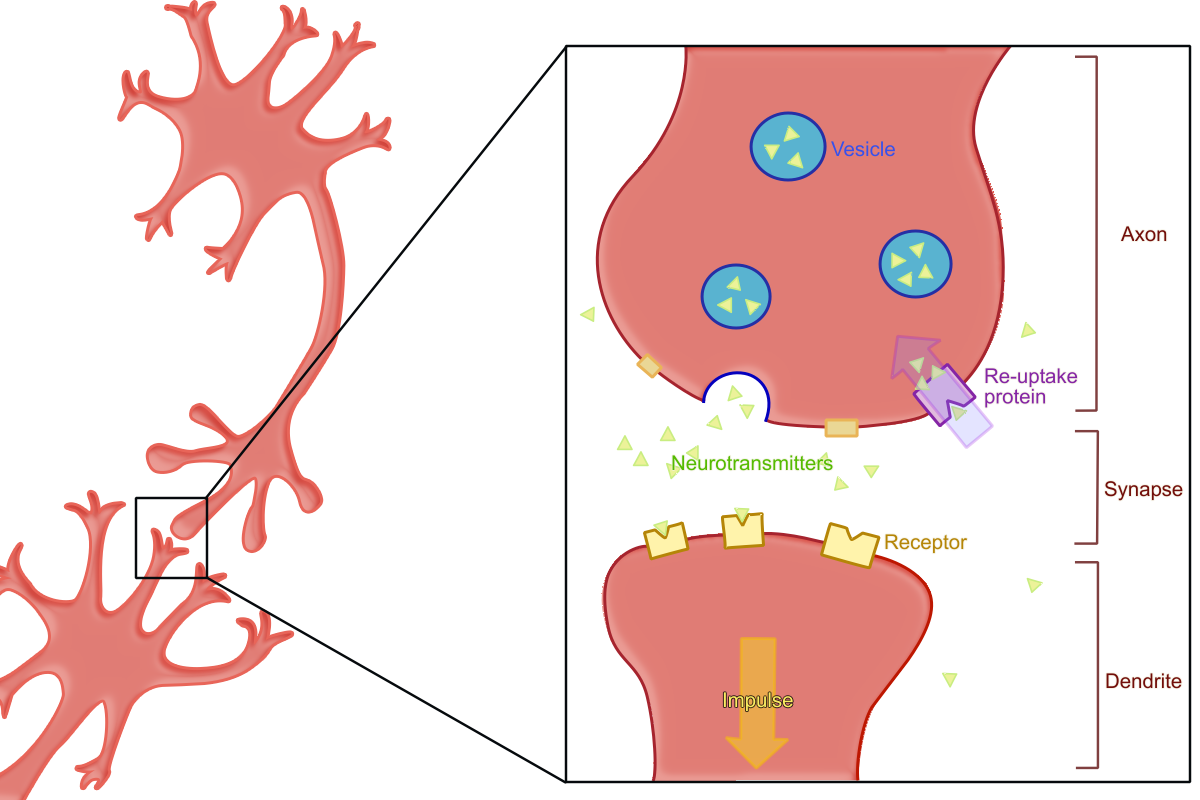
再取り込み時のシナプス。神経伝達物質の一部は失われ、再吸収されない。

再取り込み（さいとりこみ、英: reuptake）とは、シナプス前細胞やグリア細胞において、神経伝達物質が神経インパルスを伝達する機能を発揮した後、軸索終末の細胞膜に位置する神経伝達物質輸送体によって再吸収される過程である。
再取り込みは、神経伝達物質のリサイクルとシナプス中の濃度を調節し、神経伝達物質の放出後にそのシグナルがどの程度持続するかを制御する機構であるため、シナプスの正常な生理に必要な過程である。神経伝達物質は膜を透過するには大きすぎ、また親水的すぎるため、再吸収には特異的な膜輸送体が必要である。多くの生化学的・構造生物学的研究によって、再取り込み機構に関する手掛かりが得られている。

## 再取り込みタンパク質の構造
再取り込みに関与するGABAトランスポーターは1990年、ノルアドレナリントランスポーターは1991年にそれぞれクローニングされ、両者の配列には多くの類似点が存在することが明らかとなった。その後の研究により、体内の重要な神経伝達物質と関係した多くのトランスポーターが発見され、これらの配列も両者ときわめて類似していた。この新たなファミリーのメンバーにはドーパミン、ノルアドレナリン、セロトニン、グリシン、プロリン、GABAのトランスポーターが含まれ、これらはNa+/Cl−依存性神経伝達物質輸送体と呼ばれた。こうした「古典的」なトランスポーターファミリーには、配列や疎水性プロットの共通性に基づいて12個の膜貫通領域の存在が予測された。N末端とC末端は細胞内に位置し、また3番目と4番目の膜貫通領域の間には長い細胞外ループが存在する。こうしたトポロジーは、セロトニントランスポーターでの部位特異的ケミカルラベリング実験により確証された。
神経伝達物質輸送体以外にも、動物と原核生物の双方で類似した配列を持つタンパク質が多く見つかっており、より大きなグループとなる神経伝達物質:ナトリウムシンポーター（NSS）ファミリーの存在が示唆されている。こうしたタンパク質の1つであるAquifex aeolicusのアミノ酸トランスポーターLeuTタンパク質は結晶化と高分解能構造解析がなされており、タンパク質の中心付近に1分子のロイシンと2つのNa+イオンが結合した構造が明らかにされている。このタンパク質の膜貫通ヘリックス（TM）1とTM6には膜内でヘリックスがほどけた領域が存在し、TM3、TM8、そしてこのほどけた領域周辺によって、基質とNa+イオンの結合部位が形成されている。LeuTの結晶構造中には擬対称性がみられ、TM1–5とTM6–10は反転した関係にある。
このタンパク質の細胞外に位置するくぼんだ部分には、細胞外ループEL4によって形成されるヘリカルヘアピンが突き出している。このくぼみの底部に輸送体の細胞外側の「ゲート」、そしてTM1とTM8の細胞質側末端付近に内側の「ゲート」が位置しているが、どちらも負に帯電した残基と正に帯電した残基のペアによってゲートは閉じられている。TM1位置するアスパラギン酸残基は、こうしたアミノ酸トランスポーター（この位置はグリシンとなっている）とモノアミン神経伝達物質輸送体との区別となっている。

## 作用機序
古典的なトランスポーターは、膜を挟んだイオン勾配と電位を利用して輸送を行う。典型的な神経伝達物質:ナトリウムシンポーター（NSS）はNa+とCl−に依存しており、Na+とCl−の双方の勾配を利用して膜の内側へ基質の輸送を行う。イオンは濃度勾配に従って移動するため電荷の移動を伴い、その効果は膜電位によって高められる。こうした力によって、神経伝達物質は自身の濃度勾配に逆らうこととなる場合でも細胞内へ引き込まれる。分子レベルの視点では、Na+イオンは基質の結合を安定化するとともに、トランスポーターを外向きに開いたコンフォメーションに維持して基質結合を可能にする。共輸送系におけるCl−イオンの役割は、共輸送されたNa+の電荷の安定化であると考えられている。
イオンと基質の結合後には、コンフォメーション変化が必要である。TM1–5とTM6–10のコンフォメーションの差異や、基質結合部位と細胞質との間の基質透過経路の同定により、タンパク質内でTM1、2、6、7からなる4ヘリックスバンドルの配向が変化するというコンフォメーション変化機構が提唱された。その後、内向きに開いたコンフォメーションのLeuTの構造が解かれ、ヘリカルバンドルの相対的移動がコンフォメーション変化の主な要因となっていることが実証された。

## 再取り込みの阻害機構
再取り込み阻害薬の主な目的は、シナプス前細胞への神経伝達物質の再吸収速度を大きく低下させ、シナプス中の神経伝達物質濃度を高めることである。その結果、シナプス前後の細胞の神経伝達物質受容体への神経伝達物質の結合が高まる。標的となる神経系に依存して、再取り込み阻害薬は認知や行動に劇的な影響を及ぼす場合がある。LeuTの場合、三環系抗うつ薬による非競合的阻害は輸送体の細胞外側透過経路への結合によって引き起こされている。一方、抗うつ薬によるセロトニントランスポーター阻害の競合的性質は、基質結合部位と重複する部位への結合が起きていることを示唆している。

## ヒトの系
HEK細胞で発現したラットのセロトニン再取り込みタンパク質（HEK-SERT）を用いて、再取り込み阻害薬に対する選択性の研究が行われている。さまざまな用量でシタロプラム（選択的セロトニン再取り込み阻害薬、SSRI）またはデシプラミン（ノルアドレナリン再取り込みタンパク質[NET]阻害薬）処理を行い、その用量反応曲線（コントロールは通常の緩衝液）を調べることで、シタロプラムのSERTに対するSSRIとしての作用の定量化と、デシプラミンがSERTに対して作用しないことの確認が行われた。HEK-SERTに対してシタロプラムを長期曝露した実験では、長期曝露によってSERTのダウンレギュレーションが引き起こされることが発見された。これらの結果は、薬物治療後のシナプス前細胞の長期的変化に関する機構の一部を示唆している。また、シタロプラムを除去することで正常レベルのSERTの発現が回復することも示された。　
うつ病はシナプス中のセロトニンの減少が原因であることが示唆されているが、この仮説には1980年代初頭から異論が存在する。三環系抗うつ薬（デシプラミンなど）やSSRIの投与後に抑うつ症状の低減がみられることから、当初はこの仮説が支持されていた。三環系抗うつ薬はSERTとNETの双方に作用し、セロトニンとノルアドレナリンの双方の再取り込みを阻害する。SSRIはSERTに作用し、セロトニンの再取り込みを選択的に阻害する。その結果、シナプス中のセロトニンの量が増加し、セロトニンがシナプス後細胞のセロトニン受容体と相互作用する可能性が高まる。セロトニン自己受容体の脱感作など他の機構も存在するが、正味の結果は同じである。セロトニンシグナルが増強によって、気分の改善、そして抑うつ症状の緩和がもたらされるとされている。しかしながら、トランスポーターの阻害は基本的に即時的に生じるのものであるため、再取り込み阻害薬の治療効果がみられるまで数週間から数か月かかることをこの仮説では説明することができない。

## 神経保護効果
アストロサイトは、再取り込みを利用して神経保護効果をもたらしているようである。アストロサイトはEAAT2（GLT-1）を利用して、シナプスからグルタミン酸を除去している。EAAT2ノックアウトマウスは、致死的な自発てんかん発作や脳皮質の急性損傷が生じやすい。こうした影響は、EAAT2ノックアウトマウスの死後の解析で観察される脳のグルタミン酸濃度の上昇と関係している可能性がある。